# Cojoba filipes
Cojoba filipes là một loài thực vật có hoa trong họ Đậu. Loài này được (Vent.) Barneby & J.W.Grimes miêu tả khoa học đầu tiên.